# Rezolucje Rady Bezpieczeństwa ONZ z roku 1987
Rezolucje Rady Bezpieczeństwa ONZ z roku 1987 – lista rezolucji RB ONZ przyjętych w 1987 r.

## Państwa zasiadające w RB ONZ
Stałe miejsca w Radzie Bezpieczeństwa ONZ posiadały wówczas:
- ChRL
- Francja
- ZSRR
- Stany Zjednoczone
- Wielka Brytania

W roku 1987 członkami niestałymi Rady były:
- Kongo
- Ghana
- Zambia
- Zjednoczone Emiraty Arabskie
- Japonia
- Wenezuela
- Argentyna
- RFN
- Włochy
- Bułgaria

## Rezolucje
Rezolucje Rady Bezpieczeństwa ONZ przyjęte w roku 1987:
- 594 (w sprawie Izraela i Libanu)
- 595 (w sprawie Międzynarodowego Trybunału Sprawiedliwości)
- 596 (w sprawie Izraela i Syrii)
- 597 (w sprawie Cypru)
- 598 (w sprawie Iraku i Iranu)
- 599 (w sprawie Izraela i Libanu)
- 600 (w sprawie Międzynarodowego Trybunału Sprawiedliwości i Nauru)
- 601 (w sprawie Namibii)
- 602 (w sprawie RPA i Angoli)
- 603 (w sprawie Izraela i Syrii)
- 604 (w sprawie Cypru)
- 605 (w sprawie terytoriów okupowanych przez Izrael)
- 606 (w sprawie RPA i Angoli)